# Savarka, Bohuslav
Savarka (în ucraineană Саварка) este localitatea de reședință a comunei Savarka din raionul Bohuslav, regiunea Kiev, Ucraina.

## Demografie
Componența lingvistică a localității Savarka
     Ucraineană (97,81%)
     Rusă (1,78%)
     Alte limbi (0,1%)
Conform recensământului din 2001, majoritatea populației localității Savarka era vorbitoare de ucraineană (97,81%), existând în minoritate și vorbitori de rusă (1,78%).